# Ferrovia Monza-Molteno
La ferrovia Monza-Molteno è una linea ferroviaria italiana che attraversa la parte centrale del territorio brianzolo.
È gestita da RFI ed è considerata ferrovia di tipo complementare.

## Storia

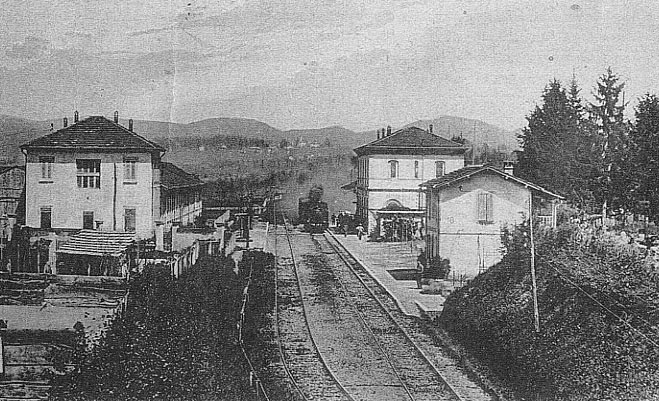
Foto d'epoca della stazione di Besana Brianza nel 1911

I primi progetti di collegamento ferroviario Monza-Lecco attraverso i Colli Briantei risalgono al 1864, quando vennero presentati al Consiglio Provinciale di Milano quelli redatti dall’ing. Giuseppe De Luigi; tale percorso veniva proposto quando ancora mancava un qualsiasi altro collegamento ferroviario diretto tra Monza e Lecco (bisognava a quei tempi passare per Milano e Bergamo): infatti solo successivamente venne realizzata la linea Monza-Lecco via Carnate, scelta proprio in alternativa alla via attraverso i Colli Briantei per il tracciato più breve, rettilineo e pianeggiante, e quindi più economico nella realizzazione e nella percorrenza.
La proposta di strada ferrata attraverso la Brianza centrale venne quindi bocciata in favore del percorso via Carnate, restando tuttavia esistente come progetto fattibile ed auspicato in quei territori, e venendo parzialmente soddisfatto dalla tranvia a vapore Monza-Barzanò, realizzata nel 1880 e prolungata ad Oggiono nel 1902.
La necessità di una ferrovia propriamente tale anche nella Brianza centrale era però ancora sentita e nel 1881 venne proposta una ferrovia passante per Vedano al Lambro, Macherio, Triuggio e Besana Brianza. Successivamente venne anche redatto un progetto di collegamento tra Monza e Oggiono, passando per Carate Brianza e Lambrugo.
La domanda di realizzazione per la ferrovia briantea venne accolta dal governo centrale nel maggio 1884 ed inserita nel decreto legislativo del 1885 che prevedeva la costruzione di alcune linee ferroviarie complementari. Venne scelta la proposta del 1881. La linea incontrò tuttavia degli ostacoli burocratici, in quanto il progetto depositato dalla Società Italiana per le strade ferrate meridionali, vincitrice dell'appalto, non era conforme ai dettami di legge.
La costruzione della linea ferroviaria sembrò saltare definitivamente, ma grazie al continuo impegno degli amministratori locali brianzoli - nel 1887 nacque il Comitato Promotore per la ferrovia della Valle del Lambro - nel 1897 venne infine re-inserita in una legge che prevedeva la costruzione di linee ferroviarie secondarie da affidare ai privati.
Nel 1900 fu approvato il progetto definitivo con l'apporto economico dell'amministrazione comunale di Besana Brianza.
Il capolinea, inizialmente previsto ad Oggiono, venne arretrato a Molteno, in quanto era già stata costruita la linea Como-Lecco, passante per il centro lecchese.
Nel 1906 venne costituita la Società Anonima per le Ferrovie della Brianza Centrale (FBC), di cui la Ferrovie Nord Milano era azionista di maggioranza, con l'intento di reperire i fondi necessari per la costruzione della linea. I lavori cominciarono il 29 settembre 1907 tramite la posa della prima pietra per la stazione di Besana e la linea venne inaugurata il 14 ottobre del 1911 per una lunghezza di 29,2 km.
Il servizio regolare iniziò il 15 ottobre 1911 tramite la gestione consociata tra FBC e FNM. La linea era servita da 12 coppie di corse con coincidenze a Monza per Milano e a Molteno per Lecco. Nel 1913 le Ferrovie Nord uscirono dalla compartecipazione, lasciando il servizio nelle mani della società costruttrice. La linea acquistò una certa importanza dopo che nel gennaio 1917 venne soppressa la tranvia a vapore Monza-Barzanò-Oggiono, che collegava il capoluogo brianzolo all'area lecchese passando per i comuni dell'area est della Brianza.
Nel 27 aprile 1919 la FBC fallì. Venne costituita la Società per la Ferrovia Monza-Molteno-Oggiono (MMO), che rilevò la gestione della linea ferroviaria, cercando di dare respiro alla precaria situazione economica ereditata dalla FBC.
I treni che percorrevano la linea vennero prolungati fino alla stazione di Milano Centrale nel 1922 e fino alla stazione di Lecco nel 1924.
La situazione finanziaria diventò sempre più difficile, tanto che nel 1935 fu necessario l'intervento della Gestione Commissariale Governativa per porre rimedi parziali ai continui disservizi e alle precedenti gestioni poco oculate.
Dal 1953 fu soppresso il prolungamento del collegamento tra Monza e Milano, in quanto il tratto Milano - Monza, costituito a quel tempo da due binari, era utilizzato dalle linee per Bergamo, Lecco e Chiasso.
Con il passaggio della linea alle Ferrovie dello Stato, il 1º gennaio 1954, iniziò il declino della ferrovia della Brianza, di cui il primo passo fu la declassazione a "ramo secco". Il materiale rotabile venne lasciato a sé stesso, con una manutenzione minima, mentre nei casi più gravi l'armamento venne sostituito con materiale già utilizzato, prelevato da altre linee ferroviarie.
(Pietro Baragiola sulla rivista "Brianza" del 1965)
Negli anni sessanta la linea rischiò la chiusura in ben tre occasioni (1959, 1965, 1969), venendo mantenuta attiva grazie alle proteste degli utenti e degli amministratori locali, anche se con gravi limitazioni, come quella del 1978 che impediva di superare la velocità di 30 km/h per il pessimo stato della linea.
Nel 1986 ebbero inizio alcuni tentativi di rilancio della linea ferroviaria, con il prolungamento di alcune corse fino alla stazione di Sesto San Giovanni, consentendo così l'interscambio con il nuovo capolinea della linea M1 della metropolitana di Milano.
Nel 1987 le stazioni di Biassono, Macherio, Renate, Villa Raverio e Cassago vennero declassate a fermate con la rimozione dei rispettivi binari di incrocio.
Nel 1999, con la costruzione del polo universitario di Milano-Bicocca, alcune corse vennero prolungate fino a Milano Greco Pirelli, ritornando quindi ad offrire, dopo 46 anni, un collegamento ferroviario diretto con il capoluogo lombardo ai comuni serviti dalla tratta; nel 2000 venne ripristinato anche l'accesso al centro di Milano ed alle principali stazioni milanesi tramite lo spostamento del capolinea di alcune corse alla stazione di Milano Porta Garibaldi, dando origine al Treno dei tre parchi. Nel 2001 il servizio venne ulteriormente potenziato con l'aggiunta di ulteriori corse feriali con partenza dal medesimo scalo milanese.
Il 3 luglio 2006 sono stati attivati i segnali bassi, quindi da tale data l'ordine di partenza è dato dal capotreno anziché dal Dirigente Movimento.
Nel 2009 vengono ordinati 11 autotreni diesel-elettrici ATR 125 (GTW 4/12 della Stadler), per andare a sostituire le ALn 668 fino ad allora impiegate sulla linea.
Nel 2010, a fronte del considerevole aumento del traffico passeggeri sulla tratta e per cercare di evitare l'ingresso di treni a propulsione diesel nel nodo di Milano, viene formato un gruppo di lavoro per esaminare l'ipotesi di elettrificare l'intera linea.
Il 12 settembre 2011 è iniziata la consegna degli undici ATR 125 (convoglio qui denominato Besanino).
Dal 14 dicembre 2014 il servizio dei treni regionali Milano Porta Garibaldi-Lecco via Molteno è stato integralmente assorbito all'interno del servizio ferroviario suburbano di Milano, costituendo da allora la linea S7, ed esteso anche ai giorni festivi.
Nel 2021 il Piano Nazionale di Ripresa e Resilienza, realizzato dal governo italiano allo scopo di riavviare lo sviluppo economico del Paese a seguito della pandemia di COVID-19, ha visto l'inserimento del finanziamento dell'elettrificazione della linea per una cifra di 78 milioni di Euro. Il 13 gennaio 2022 RFI annunciava che entro fine maggio 2022 sarebbe stato deliberato lo studio di fattibilità tecnico ed economico dell'opera ma i tempi tecnici per la redazione del progetto sono rimasti più volte disattesi ed al momento non vi è ancora nessuna evidenza circa il cronoprogramma dei lavori. Il 30 gennaio 2024 RFI ha riconfermato nuovamente il potenziamento e l'elettrificazione della linea il cui progetto è ora in fase di redazione e dovrebbe essere pubblicato nei prossimi mesi.

### Diramazione Fornaci-Briosco
La diramazione nacque per l'esigenza del trasporto merci degli stabilimenti di ceramiche presenti nella zona; successivamente le Ferrovie Nord Milano inaugurarono il servizio pubblico per il tratto di 4 km. Con l'apertura della Monza-Molteno, la zona industriale delle Fornaci di Briosco era intenzionata a realizzare un collegamento diretto a Monza, con eventuale estensione ad Arosio e congiunzione con la linea per Asso. Il 28 novembre del 1912, dopo una serie di lavori, venne inaugurato il servizio passeggeri sulla diramazione Fornaci di Briosco, che si congiungeva con la ferrovia Molteno-Lecco all'altezza di Veduggio con Colzano. Il capolinea prese il nome di Romanò Fornaci. Il servizio venne sospeso nel 1917, quando il materiale rotabile venne trasportato in una zona di maggior interesse commerciale. Nel 1924 venne costituita la Società Anonima Raccordo Renate-Fornaci di Briosco con l'intento di recuperare il vecchio percorso. Tra il 1924 e il 1925 avvenne il riarmo della linea e il 10 novembre 1925 venne riaperto il tratto per il servizio commerciale. A causa dello scarso utilizzo, nel 1931 la linea venne chiusa definitivamente, eccezion fatta per un breve periodo durante la seconda guerra mondiale, quando gli edifici industriali vennero usati come deposito per i materiali bellici.

## Caratteristiche
La linea è una ferrovia a binario unico con scartamento ordinario e non elettrificata. Ha una lunghezza di 29,214 km. Il tratto Villasanta Parco-Costa Masnaga è esercito in blocco elettrico manuale, uno degli ultimi tre rimasti in Italia (gli altri due sono Paderno-Robbiate-Ponte San Pietro e Cocullo-Avezzano).

## Percorso
| Unknown route-map component "d" | Unknown route-map component "vCONTg" |

| Unknown route-map component "d" | Unknown route-map component "vBHF" + Unknown route-map component "lv-KRZu+F" |

| Unknown route-map component "c" |  | Unknown route-map component "c" + Unknown route-map component "vSHI2gl-" | Unknown route-map component "tSTRl" | Unknown route-map component "tdCONTfq" |

| Unknown route-map component "WABZq+r" | Unknown route-map component "vWBRÜCKE1" | Unknown route-map component "dWASSERq" |

| Unknown route-map component "WASSERl" | Unknown route-map component "vWBRÜCKE1" | Unknown route-map component "dWASSERq" |

| Unknown route-map component "d" | Unknown route-map component "vHST-STR" |

|  | Unknown route-map component "uexdCONTgq" | Unknown route-map component "emdKRZo" | Unknown route-map component "emdKRZo" | Unknown route-map component "uexCONTfq" |

| Unknown route-map component "d" | Unknown route-map component "vBHF-STR" |

| Unknown route-map component "CONTg@Gq" | Unknown route-map component "dKRZu" | Unknown route-map component "dSTRr" | Unknown route-map component "d" |

| Stop on track |

| Unknown route-map component "WASSER+l" | Unknown route-map component "dWBRÜCKE" | Unknown route-map component "WCONTfq" |

| Unknown route-map component "dWASSER" | Unknown route-map component "HSTeBHF" | Unknown route-map component "d" |

| Unknown route-map component "dCONTgq" | Unknown route-map component "d" + Unknown route-map component "WSHI1+r" + Unknown route-map component "hNULl" + Transverse track | Unknown route-map component "dSTR~L" + Unknown route-map component "hNULr" + Transverse track | Unknown route-map component "dSTR~R" | + Unknown route-map component "CONTfq" |

| Unknown route-map component "c" + Unknown route-map component "WSHI1r" | Unknown route-map component "c" | Unknown route-map component "HSTeBHF" | Unknown route-map component "d" |

| Unknown route-map component "WASSERl" | Unknown route-map component "dWBRÜCKE" | Unknown route-map component "WCONTgeq" |

| Station on track |

| Unknown route-map component "HSTeBHF" |

| Unknown route-map component "HSTeBHF" |

| Station on track |

| Unknown route-map component "HSTeBHF" |

|  | Unknown route-map component "eABZgl" | Unknown route-map component "exCONTfq" |

| Unknown route-map component "HSTeBHF" |

| Station on track |

|  | Unknown route-map component "ABZg+l" | Unknown route-map component "CONTfq" |

| Station on track |

| Unknown route-map component "CONTgq" | One way rightward |  |

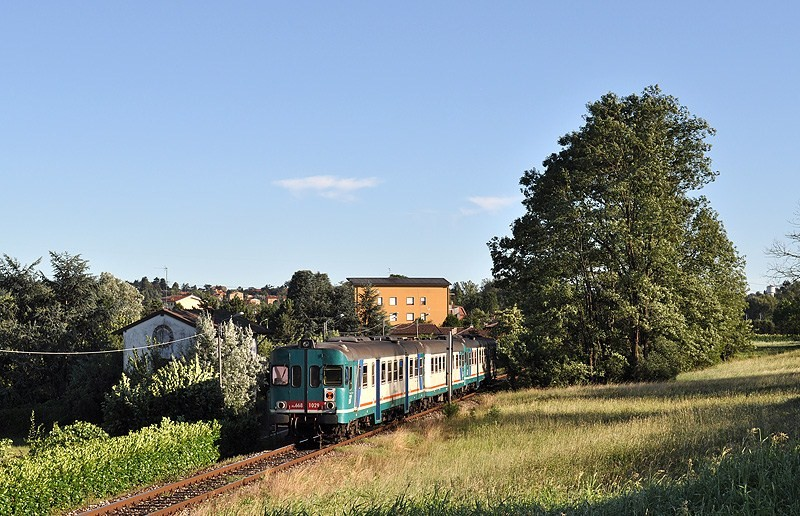
La linea Molteno-Lecco nei pressi di Renate

La linea percorre un tratto parallelo alla linea Monza-Lecco fino a Villasanta, passando per la stazione di Monza Sobborghi, un tempo deposito delle locomotive e officina a servizio della linea. Dopo Villasanta, sottopassando la linea Seregno-Carnate, prosegue per Biassono-Parco e per Macherio a fianco del fiume Lambro. A Triuggio, dopo una breve galleria, scavalca il Lambro e la valle sottostante tramite un viadotto in muratura. La linea passa poi attraverso una galleria che conduce alla stazione di Besana Brianza. Dopo aver oltrepassato le stazioni di Renate, Cassago e Costa Masnaga, si congiunge a Molteno con la linea Como-Lecco.
Nel 2015, nell'ambito di un progetto di valorizzazione della tratta, è stata pianificata la realizzazione della nuova fermata Monza Est Parco, che verrà a trovarsi a circa metà strada fra le stazioni di Monza Sobborghi e Villasanta Parco (fra le vie Einstein e Confalonieri/De Marchi); l'apertura di tale opera era inizialmente prevista per la fine del 2016, poi è stata posticipata ad inizio 2018 e successivamente rinviata a data da definire a causa di una notevole sottostima dei costi di realizzazione rilevati ad ottobre 2017.

## Traffico

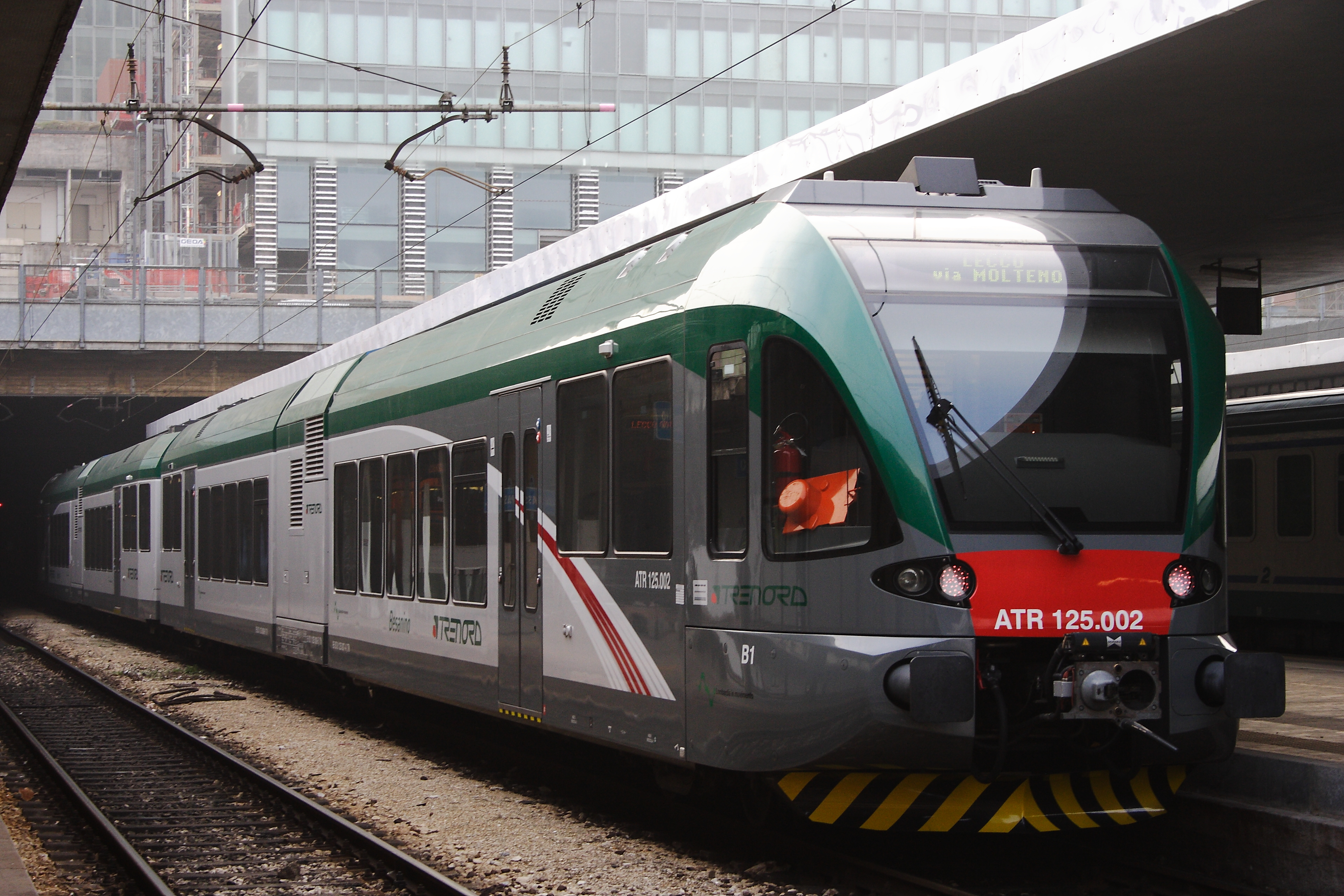
Autotreno ATR 125

Dal 2014 il servizio passeggeri è realizzato dalla linea S7 del servizio ferroviario suburbano di Milano, operata da Trenord, nell'ambito del contratto di servizio stipulato con la Regione Lombardia, lungo la direttrice Milano Porta Garibaldi-Monza-Molteno-Lecco, con alcune corse limitate a Molteno o a Besana. I treni hanno cadenza oraria, con alcuni rinforzi semiorari nelle fasce orarie di punta, ed effettuano fermata in tutte le stazioni; tale servizio, che si svolge tutti i giorni, ha totalmente sostituito i collegamenti regionali svolti in precedenza sulla stessa relazione, che erano operativi solo nei giorni lavorativi e di sabato, ed è l'unico dei servizi suburbani dell'area milanese a viaggiare su ferrovie a trazione termica.
Dal 2011 sono impiegati come materiale rotabile gli autotreni ATR 125 (qui soprannominati ufficialmente Besanino, da Besana, una delle principali stazioni attraversate dalla linea) e, saltuariamente, anche i più piccoli ma similari ATR 115, in composizioni singole o multiple formate da convogli di una sola o entrambe le tipologie; in precedenza venivano utilizzate automotrici ALn 668 (singole o accoppiate in diverse unità, con anche rimorchiate) e, solamente nel 2011 in attesa della consegna dei nuovi autotreni, anche treni navetta composti da carrozze a piano ribassato e MDVC e da locomotive D.445.

## Incidenti
Il 20 gennaio 1996 alle ore 15.15 un treno in servizio da Monza a Lecco deragliò presso la stazione di Costa Masnaga a causa di alcuni sassi dolosamente collocati sulle rotaie: poiché il sedime in quel tratto era curvilineo, il macchinista vide gli ostacoli solo all'ultimo momento e non ebbe tempo di reagire e frenare. Nessuno dei passeggeri in quel momento a bordo riportò conseguenze. Malgrado le indagini, i responsabili del deragliamento non sono mai stati individuati.